# Louis-Joseph de Montmorency-Laval
Louis-Joseph de Montmorency-Laval (ur. 11 grudnia 1724 w Bayers, zm. 17 czerwca 1808 w Altonie) – francuski kardynał.

## Życiorys
Urodził się 11 grudnia 1724 roku w Bayers, jako syn Guy André de Montmorency-Laval i Marie-Anne de Turménies de Nointel. Studiował na Sorbonie, gdzie uzyskał licencjat z prawa kanonicznego. 14 stycznia 1754 roku został biskupem Orleanu, a 10 lutego przyjął sakrę. W 1758 roku został przeniesiony do diecezji Condom, a trzy lata później – do diecezji Metz. Pełnił funkcję wielkiego jałmużnika Ludwika XV. 30 marca 1789 roku został kreowany kardynałem prezbiterem, jednak nigdy nie otrzymał kościoła tytularnego. Podczas rewolucji francuskiej udał się na wygnanie do Niemiec. Zmarł 17 czerwca 1808 roku w Altonie.